# Izzie's Way Home
Pour plus de détails, voir Fiche technique et Distribution.
Izzie's Way Home est un film d'aventure fantastique animé américain réalisé par Sasha Burrow, sorti en 2016. Le film est produit par The Asylum. Il s’agit du premier long métrage d’animation de The Asylum, et c’est un mockbuster du film Le Monde de Dory de Pixar Animation Studios sorti la même année.

## Synopsis
Izzie est un poisson qui vit avec son père Harold dans un aquarium, et est fréquemment intimidée par les autres poissons dans les environs. Harold essaie de protéger Izzie d’être renvoyée dans l’océan par l’humain qui entretient l’aquarium, car cet événement est ce qui les a séparés de la mère d’Izzie. Izzie et Harold finissent par être renvoyés à la mer et sont séparés lors de l’éruption d’un volcan sous-marin. Le bateau contenant l’aquarium bascule, provoquant le déversement des autres poissons dans les eaux. Izzie se lie d’amitié avec les autres poissons alors qu’elle et son père se cherchent.

## Distribution
- Bonnie Dennison : Izzie, une jeune reine pourpre anthias (voix)
- Tom Virtue : Harold, le père d’Izzie / Jimmy, une pieuvre (voix)
- Tori Spelling : April, un sébaste canari (voix)
- Zack Ward : Thurston, un poisson-lune argenté avec un accent britannique (voix)
- Joey Fatone : Carl, le concombre de mer (voix)
- Dawn Richard : Ginger, Carmel et Marcie, un trio de poissons rouges (voix)
- Lynne Marie Stewart : Clara, la mère d’Izzie / Béatrice, un requin-lutin (voix)
- Camille Licate : June, un hippocampe à ventre plat / Mona, un congre vert âgée (voix)
- Paul M. Walker III : Seymour, un blobfish (voix)
- Kim Little : Kristin, une anthias coucher du soleil (voix)
- Jack Qually : Nag[5]

## Accueil

### Réception critique
Dove a trouvé que le film convenait à tous les âges. CG Animated Review a estimé que « même si le film n’était pas génial, il était meilleur que prévu, et un bon effort pour le premier film d’animation de The Asylum ».
Le film recueille un score d’audience de 38% sur Rotten Tomatoes.